# Aeroportul Siglufjörður
Aeroportul Siglufjörður (IATA: SIJ, ICAO: BISI) este un aeroport din Siglufjörður⁠(d), Fjallabyggð⁠(d), Norðurland eystra⁠(d), Islanda ce deservește zona Siglufjörður⁠(d). A fost numit după zona deservită.
Situat la o altitudine de 3 m, aeroportul dispune de o singură pistă.